# Idioma garandi
Se cree que el idioma Garandi, también traducido como Karundi, Garandji, Karrandee y otras variantes, es un idioma pama de la Península del Cabo York, Queensland, Australia. También conocido como Kotanda y Kutanda, nombres que se asignan principalmente al idioma kuthant (Khutant), y algunas fuentes lo ven como un dialecto de este idioma. AIATSIS (AUSTLANG) asigna un código separado a este idioma (G32), pero su estado es "Datos potenciales".
Hay desacuerdo entre los lingüistas sobre si hay uno o dos pueblos. Lynette Oates (1975) piensa que podría estar relacionado con el idioma kuthant, pero Gavan Breen dice que pertenece al grupo Southern Paman y no está relacionado con Gugadji.
Norman Tindale asignó el nombre Kareldi a hablantes tanto de Garandi como de Gkuthaarn (Kuthant/Kutanda), pero esto no está confirmado por otros.

## Nombres alternativos
- Karrandee, Karundi, Garandji,  Karindhi, Karanti, Karunti, Kurandi, Ka rantee, Karrandi, Gar und yih, Karun, Gooran;
- Kotanda, Kutanda, Goothanto;
- Kareldi.